# Große Plauensche Straße

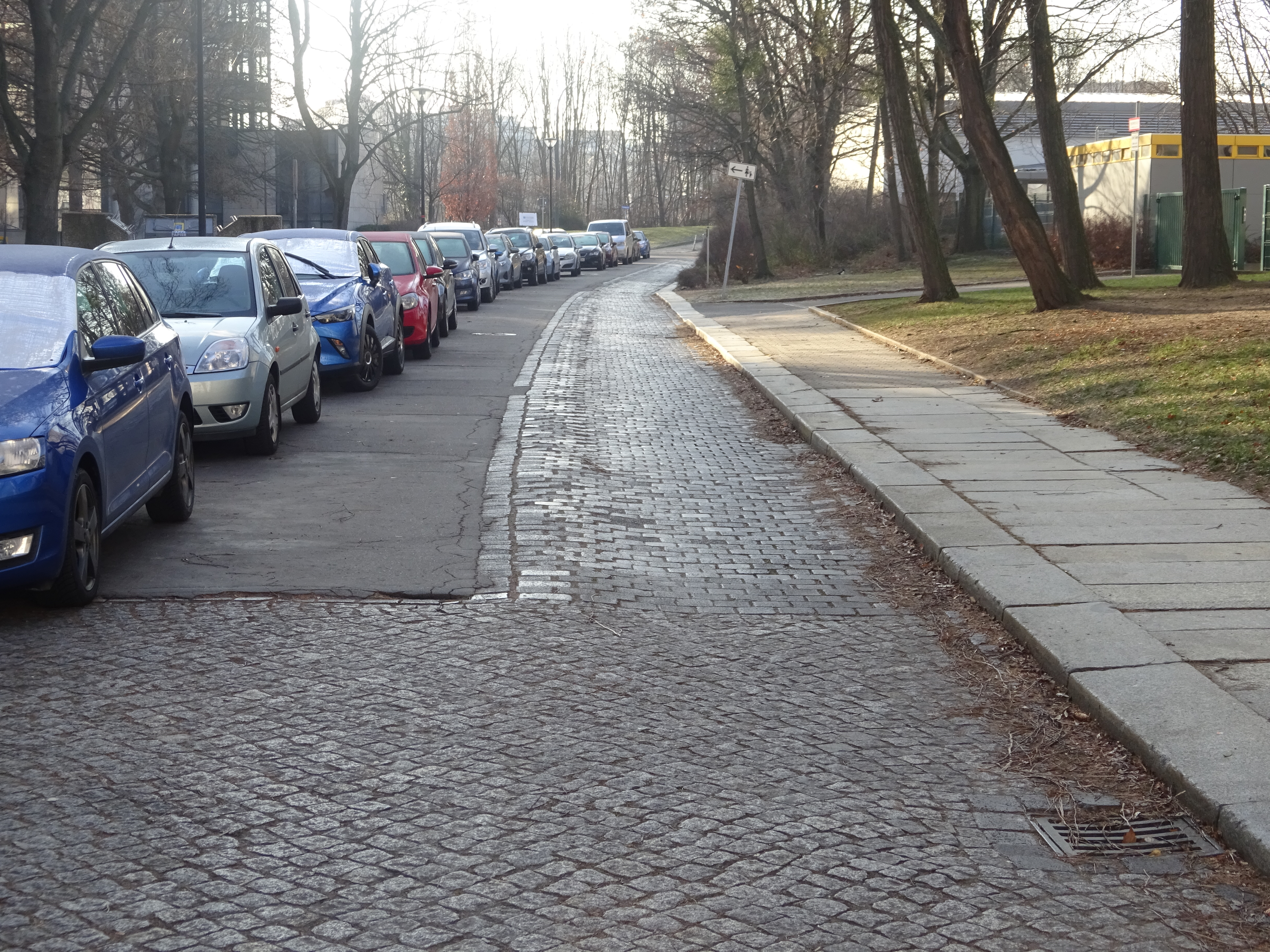
Blick von der Josephinenstraße in die Große Plauensche Straße (2019)

Die Große Plauensche Straße ist eine Innerortsstraße in der Dresdner Seevorstadt. Sie war als Verbindung von Plauenschem und Dippoldiswalder Platz ein bedeutender Innenstadtzubringer aus den südlichen Stadtteilen. Heute erfüllt sie nur noch Funktionen als Anliegerstraße.

## Geschichte
Der Weg von dem vor der Stadtbefestigung gelegenen späteren Dippoldiswalder Platz in das seinerzeit noch eigenständige Dorf Plauen wurde erstmals 1567 als Plauische Strasse erwähnt. Nachgewiesen sind auch Plauische Gasse (1570) und Groß Plauische Gaße (1680). Im Jahr 1847 erhielt sie die Bezeichnung Große Plauensche Gasse, seit 1863 trägt sie ihren heutigen Namen.

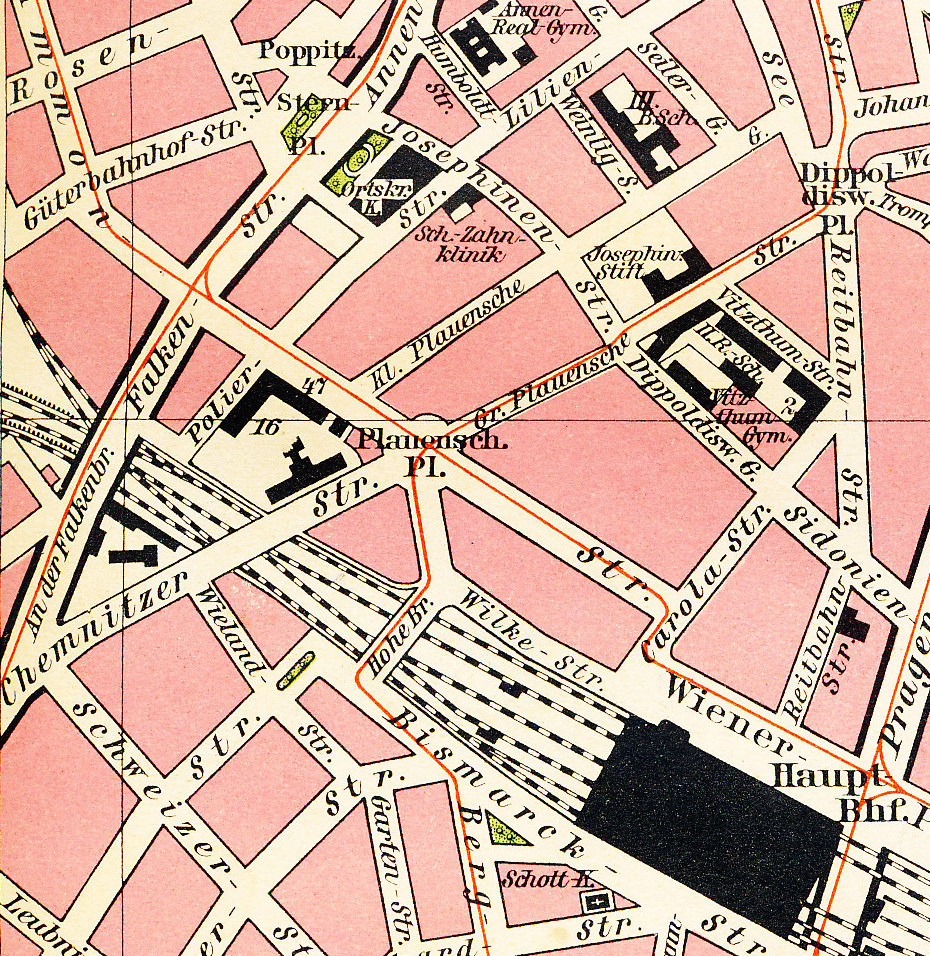
Große Plauensche Straße und Umgebung (Feldgasse nicht dargestellt), um 1930

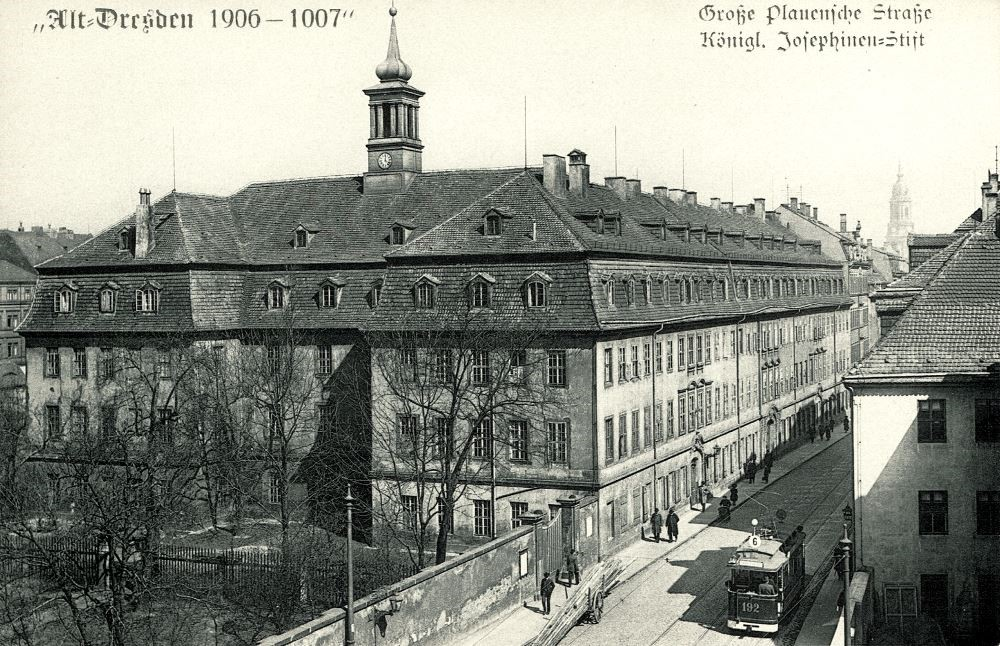
Gebäude des Josephinenstifts Dresden (Postkarte von 1907)

In ihrem Verlauf, die Nummerierung beginnend am Dippoldiswalder Platz, kreuzte sie die Vitzthumstraße, die Dippoldiswaldaer Gasse/Josephinenstraße sowie die Feldgasse, bevor sie in den Plauenschen Platz einmündete. Dadurch war sie Verbindungsstück des am Dippoldiswalder Platz angebundenen Innenstadtrings und den sich an den Plauenschen Platz anschließenden Straßen nach Plauen (Chemnitzer Straße), Richtung Räcknitz (Bergstraße) sowie an die Ammonstraße als Teil des später so genannten 26er Rings. Etwas weiter nördlich verlief zwischen Marienstraße und Ammonstraße die Kleine Plauensche Gasse parallel.
Im Jahr 1890 nahm eine Pferdebahn vom Dippoldiswalder Platz über die Große Plauensche Straße, den Plauenschen Platz, Bergstraße und Hohe Brücke ihren Betrieb auf. Diese Strecke wurde von Dresdner Straßenbahnen bis zur Herabstufung zur Betriebsstrecke (Dippoldiswalder Platz–Plauenscher Platz) im Jahr 1933 für die Verbindung Wilder Mann–Räcknitz (Linie 6) genutzt.
Während der Luftangriffe auf Dresden wurde die Bebauung der Großen Plauenschen Straße zerstört. Die Topographie und das Straßennetz in diesem Teil der Seevorstadt blieben aber bis in die 1960er Jahre bestehen. Das änderte sich ab 1963 mit der Neutrassierung des Verkehrszuges Budapester Straße. Diese führte entlang der vormaligen Kleinen Plauenschen Gasse von der Chemnitzer Straße über eine neue Straßenbrücke zum Dippoldiswalder Platz. Der Plauensche Platz wurde zugunsten von Anbindungsrampen der Budapester Straße mit der Ammonstraße überbaut, womit auch die Große Plauensche Straße ihre Verkehrsbedeutung einbüßte. Sie wurde im Zuge der Umgestaltung bis an die Kreuzung mit der Feldgasse zurückgebunden. Der Abschnitt von der Josephinenenstraße bis zum Dippoldiswalder Platz wurde komplett aufgelassen, sodass von der ursprünglichen Straße heute nur noch ein etwa 150 Meter langer Abschnitt zwischen Feldgasse und Josephinenstraße erhalten ist. Auf diesem Abschnitt ist das Pflaster aus der Vorkriegszeit erhalten, außerdem ist die frühere Lage der Straßenbahnschienen noch erkennbar, obwohl diese bereits in den 1940er Jahren ausgebaut worden sind.

## Bebauung
Entlang der Großen Plauenschen Straße entwickelte sich wie an den umliegenden Straßen eine geschlossene Bebauung aus vorwiegend fünfgeschossigen Wohn- und Geschäftshäusern. An Nr. 4 war ein altes Gehöft erhalten geblieben. In der Nr. 6 betrieb der Fabrikant Ludwig Küntzelmann ein Kontor. Die Nr. 7 war Standort des Hauptgeschäfts des Weinhändlers Johann Heinrich Hantzsch. Es schlossen sich Gebäude der Zigarettenfabrik „Compagnie Laferme“ an.
An der Großen Plauenschen Straße 16 war die von der Kurfürstin Maria Josepha von Österreich gegründete Mädchenschule „Königliches Josephinenstift“ samt Außenanlagen gelegen. Gegenüber, an der Nr. 17, befand sich die Blochmannsche Erziehungsanstalt, später Vitzthum-Gymnasium. Dieses Gebäude wurde nach 1900 von der Güntz’schen Asyl-Stiftung genutzt.
An der Ecke zum Plauenschen Platz war in der Nr. 38 eine Filiale des Waaren-Einkaufs-Vereins Görlitz beheimatet.
Die Neubebauung nach den Kriegszerstörungen gab der Straße ein komplett anderes Gesicht. An der Ostseite entstand ein fünfgliedriger und fünfgeschossiger Zeilenwohnblock in Plattenbauweise. Ein typengleicher Bau wurde auch östlich der Kreuzung mit der Josephinenstraße errichtet, der den früheren Straßenverlauf aufgrund dessen Überbauung nicht mehr nachvollziehbar macht. Die Fläche zur Budapester Straße hin wurde Schulstandort mit einem Typenbau Dresden Atrium samt Außenanlagen.